# Cantón de Saint-Junien-Oeste
El cantón de Saint-Junien-Oeste era una división administrativa francesa, que estaba situada en el departamento de Alto Vienne y la región de Limusín.

## Composición
El cantón estaba formado por dos comunas, más una fracción de la comuna que le daba su nombre:
- Chaillac-sur-Vienne
- Saillat-sur-Vienne
- Saint-Junien (fracción)

## Supresión del cantón de Saint-Junien-Oeste
En aplicación del Decreto nº 2014-194 de 20 de febrero de 2014, el cantón de Saint-Junien-Oeste fue suprimido el 22 de marzo de 2015 y sus 3 comunas pasaron a formar parte del nuevo cantón de Saint-Junien.